# Европско првенство у атлетици у дворани 1970 — бацање кугле за жене
Такмичење у бацању кугле у женској конкуренцији на Европском првенству у атлетици у дворани 1970. одржано је у Градској дворани у Бечу 15. марта.
На овом такмичењу победница Надежда Чижова из СССР-а поставила је нови светски рекорд у бацању кугле у дворани за жене. Рекорд износи 18,80 метара.

## Земље учеснице
Учествовало је 9 атлетичарки из 6 земаља.
1. Бугарска (1)
2. Западна Немачка (1)
3. Источна Немачка (2)
4. Совјетски Савез  (3)
5. Уједињено Краљевство (1)
6. Чехословачка (1)

## Рекорди
Извор:
| Рекорди пре почетка Европског првенства у дворани 1970. | Рекорди пре почетка Европског првенства у дворани 1970. | Рекорди пре почетка Европског првенства у дворани 1970. | Рекорди пре почетка Европског првенства у дворани 1970. | Рекорди пре почетка Европског првенства у дворани 1970. | Рекорди пре почетка Европског првенства у дворани 1970. |                                          |
| ------------------------------------------------------- | ------------------------------------------------------- | ------------------------------------------------------- | ------------------------------------------------------- | ------------------------------------------------------- | ------------------------------------------------------- | ---------------------------------------- |
| Светски рекорд                                          | Надежда Чижова                                          | Совјетски Савез                                         | 18,44                                                   | Москва, Совјетски Савез                                 | 1. фебруар 1970.                                        |                                          |
| Европски рекорд                                         | Надежда Чижова                                          | Совјетски Савез                                         | 18,44                                                   | Москва, Совјетски Савез                                 | 1. фебруар 1970.                                        |                                          |
| Рекорди европских првенстава                            | Ово је прво Европско првенство у дворани                | Ово је прво Европско првенство у дворани                | Ово је прво Европско првенство у дворани                | Ово је прво Европско првенство у дворани                | Ово је прво Европско првенство у дворани                | Ово је прво Европско првенство у дворани |
| Рекорди после завршеног Европског првенства 1970.       |                                                         |                                                         |                                                         |                                                         |                                                         |                                          |
| Светски рекорд                                          | Надежда Чижова                                          | Совјетски Савез                                         | 18,60                                                   | Беч, Аустрија                                           | 15. март 1970.                                          |                                          |
| Европски рекорд                                         | Надежда Чижова                                          | Совјетски Савез                                         | 18,60                                                   | Беч, Аустрија                                           | 15. март 1970.                                          |                                          |
| Рекорди европских првенстава                            | Надежда Чижова                                          | Совјетски Савез                                         | 18,60                                                   | Беч, Аустрија                                           | 15. март 1970.                                          |                                          |

## Освајачи медаља
|                                |                                 |                              |
| Надежда Чижова Совјетски Савез | Ханелоре Фридел Источна Немачка | Марита Ланге Источна Немачка |

## Коначан пласман
Због малог броја такмичарки није било квалификација, па су све учествовале у финалу.

### Финале
Извор:
| Пласман | Атлетичарка        | Земља                | бацања | бацања | бацања | бацања | бацања | бацања | Резултат | Белешка             |
| Пласман | Атлетичарка        | Земља                | 1      | 2      | 3      | 4      | 5      | 6      | Резултат | Белешка             |
| ------- | ------------------ | -------------------- | ------ | ------ | ------ | ------ | ------ | ------ | -------- | ------------------- |
|         | Надежда Чижова     | Совјетски Савез      | 18,60  | 17,71  | 17,61  | 17,78  | x      | x      | 18,60    | СРд, ЕРд, РЕПд, НРд |
|         | Ханелоре Фридел    | Источна Немачка      | 16,54  | 18,39  | 17,97  | 17,31  | 17,03  | 17,94  | 18,39    |                     |
|         | Марита Ланге       | Источна Немачка      | 17,03  | 17,44  | x      | 17,23  | 18,09  | 17,56  | 18,09    |                     |
| 4.      | Ирина Солонцова    | Совјетски Савез      | 17,62  | 17,20  | 16,93  | 17,99  | 16,87  | 17,42  | 17,99    |                     |
| 5.      | Иванка Христова    | Бугарска             | 17,58  | x      | 17,51  | 17,54  | x      | 17,51  | 17,58    |                     |
| 6       | Антонина Иванова   | Совјетски Савез      | 16,74  | 16,74  | 17,54  | 16,96  | 16,92  | 17,02  | 17,54    |                     |
| 7       | Марлене Фукс       | Западна Немачка      | 16,42  | 16,28  | 16,42  | x      | 16,53  | 16,71  | 16,71    |                     |
| 8       | Мери Питерс        | Уједињено Краљевство | 15,33  | 15,41  | x      | 15,70  | 15,44  | 14,86  | 15,70    |                     |
| 9.      | Хелена Фибингерова | Чехословачка         |        |        |        |        |        |        | 14,59    |                     |